# Dominikus von Brentano
Dominikus von Brentano (eigentlich Dominik Anton Cajetan Brentano, * 6. Oktober 1740 in Rapperswil am Zürichsee; † 2. Juni 1797 in Gebrazhofen) war Publizist, Aufklärungstheologe und Bibelübersetzer. Brentano war der Verfasser der aufklärerischen Zeitung Neueste Weltbegebenheiten (ab 1784).

## Leben
Er war das zwölfte Kind des Seidenfabrikanten und Kaufmanns Laurentius Brentano (1707–1746) und dessen aus Luzern stammender Gemahlin Maria Francisca Rusconi. Nach dem frühen Tod des Vaters am 26. August 1746 übernahm ein Onkel die Vormundschaft. Domenico Antonio Francesco Brentano (1703–1781) war Stiftspfarrer und bischöflicher Kommissar von Chur. Er lebte in Schänis, knapp 25 km von Rapperswil als örtlicher Seelsorger. Der Onkel sorgte für eine herausragende Erziehung und besorgte einen Studienplatz am traditionsreichen Collegium Helveticum in Mailand, das er selbst besucht hatte. Hier und am angeschlossenen Collegio di Brera schloss Dominikus sein Studium mit dem Doktor der Theologie ab und wurde 1763 von Kardinal Pozzobonelli, dem Erzbischof von Mailand, zum Priester geweiht.
Später zog Dominikus zu einem anderen Onkel in die habsburgische Bischofsstadt Konstanz sowie für längere Zeit in die Hauptstadt der habsburgischen Vorlande (auch Vorderösterreich genannt) nach Freiburg im Breisgau. Hier wurde er von Kaiserin Maria Theresia in den Adelsstand erhoben. 1768 wurde er Hofkaplan und Lehrer der Söhne des Reichserbtruchsess des Grafen Ernst Jakob von Waldburg-Zeil-Wurzach auf Schloss Wurzach. 
1772 wechselte der mehrsprachige Dominikus seine berufliche Stellung und wurde Hofkaplan und Geistlicher Rat des Fürststifts Kempten sowie Betreuer der Hofbibliothek des Fürstabtes. Fast zwanzig Jahre war er hier der persönliche Sekretär des Fürstabtes Honorius Roth von Schreckenstein (1760–1785) sowie dessen unmittelbaren Nachfolgers Rupert II. von Neuenstein (1785–1793). 
1787 war Dominikus von Brentano Mitbegründer der Freimaurerloge Zur aufgehenden Sonne in Kempten. Erklärtes Ziel dieser Loge war es, die Aufklärung nach Kempten zu bringen und die Trennung der katholischen Stiftsstadt Kempten von der evangelischen Reichsstadt Kempten zu überwinden.
Nach dem unerwarteten Tod des Fürstabtes Rupert II. von Neuenstein am 8. September 1793 und der Wahl des bisherigen Propstes von Lautrach, Castolus Reichlin von Meldegg (1793–1803), zum letzten Fürstabt, einem erklärten Gegner des aufgeklärten Gedankengutes (er regierte bis zur Auflösung des Fürststiftes Kempten 1803), plante er seinen Abschied vom Hofe.
Am 31. Mai 1794 verließ Dominikus von Brentano Kempten und wurde Pfarrer von Gebrazhofen. In der Nähe von Leutkirch im Allgäu übernahm er eine kleine und schlecht dotierte, unter dem Patronat des Fürststifts Kempten, aber auf österreichischem Herrschaftsgebiet liegende Pfarrstelle. Hier konnte er sich in Ruhe seinen wissenschaftlich-theologischen Arbeiten als überzeugter katholischer Aufklärer und seinen gesundheitlichen Problemen widmen.
Gemäß der familiären Tradition nahm Dominikus seine Nichte Marianne, die Tochter des 1775 verstorbenen Franz Xaver Brentano, bei sich auf und förderte ihre Ausbildung. Sie wurde als Marianne Ehrmann-Brentano eine der ersten weiblichen Schriftstellerinnen. Auch einen weiteren Neffen, Heinrich Franz Ernst Brentano (1768–1831), der ebenfalls früh seinen Vater verloren hatte, nahm er auf und förderte dessen theologisches Studium in Freiburg. Zu dessen Priesterweihe am 18. Dezember 1790 schenkte ihm Dominikus ein selbst verfasstes theologisches Lehrbüchlein. 
1790–91 begann er mit seinem Hauptwerk, einer Bibelübersetzung aus den Ursprachen ins deutsche. Diese Arbeit konnte er jedoch nur mehr für das Neue Testament abschließen; vom Alten Testament übersetzte er den Pentateuch, die Psalmen und die Sprüche, seine Arbeit wurde durch Thaddäus Anton Dereser fortgesetzt. Im Neuen Testament stützte sich Brentano zunächst bis zur Mitte des Matthäusevangeliums auf die Fuldaische Bibel, die 1778 erschienene Übersetzung des Jesuiten Joseph Andreas Fleischütz. Ab Matthäus Kapitel 15 übersetzte Brentano direkt aus dem Griechischen. Diese Übersetzung des Neuen Testaments, ergänzt um eine erklärende Umschreibung, erschien 1790 in Kempten. Für die Ausgabe von 1792 nahm Brentano einige Korrekturen vor und übersetzte nun auch die erste Hälfte des Matthäusevangeliums selbst. Kleine Korrekturen nahm er auch für eine erst posthum 1798 erschienene Ausgabe des Neuen Testaments vor. Eine ohne Nennung des Verfassers 1808 in Wien erschienene Ausgabe des Neuen Testaments griff auf den Text von Brentanos Erstausgabe von 1790, ohne die begleitende Paraphrase, zurück.
Am 10. Mai 1797 marschierte eine französische Armee in Gebrazhofen ein und plünderte und zerstörte den kleinen Ort. Von diesen Aufregungen erholte sich Dominikus von Brentano nicht mehr, so dass er in der Nacht vom 2. auf den 3. Juli 1797 in Gebrazhofen verstarb. In seiner Pfarrkirche erinnert eine Gedenktafel an der Außenwand der Sakristei an ihn.

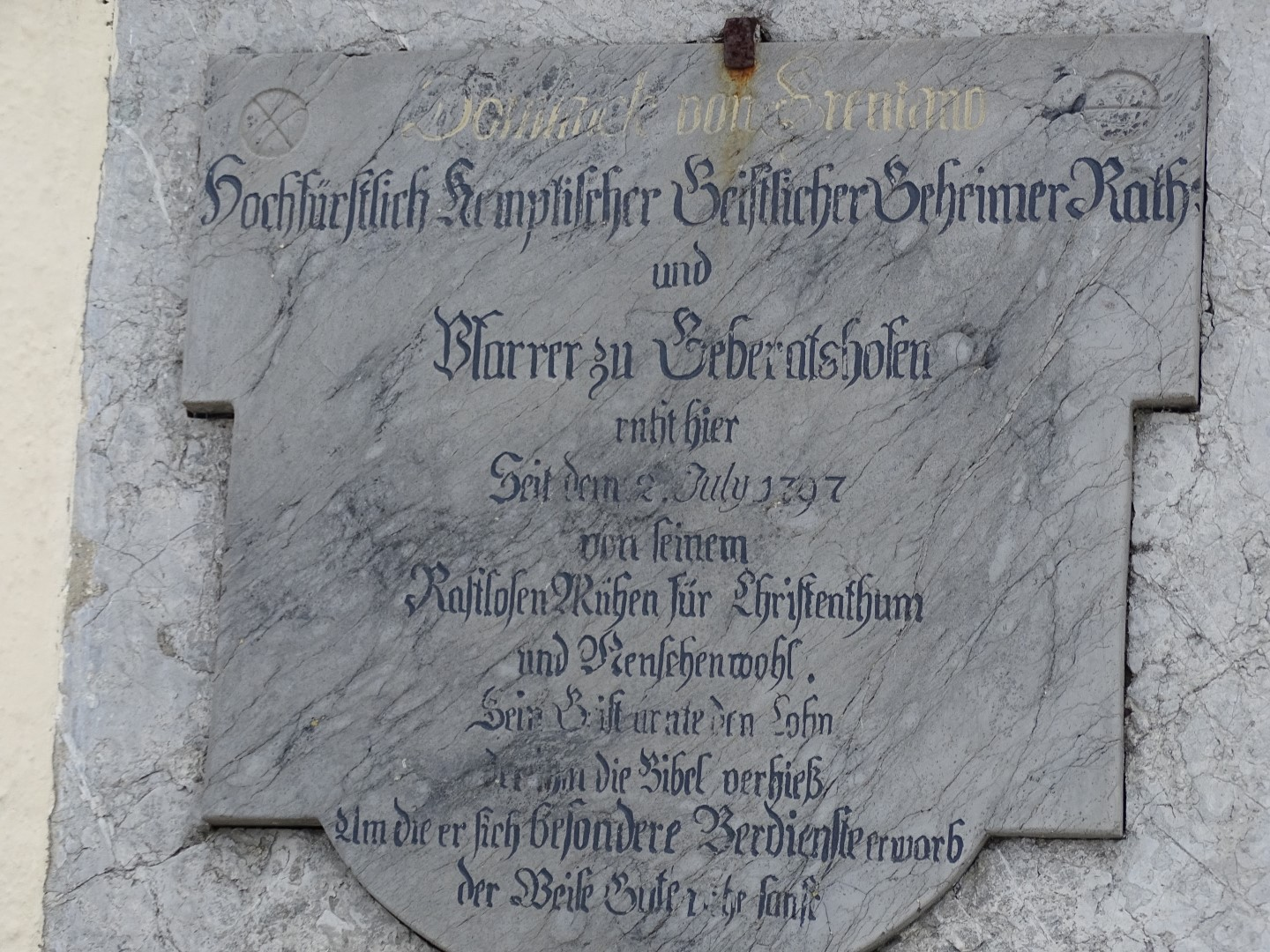
Gedenktafel an der Kirche in Gebrazhofen
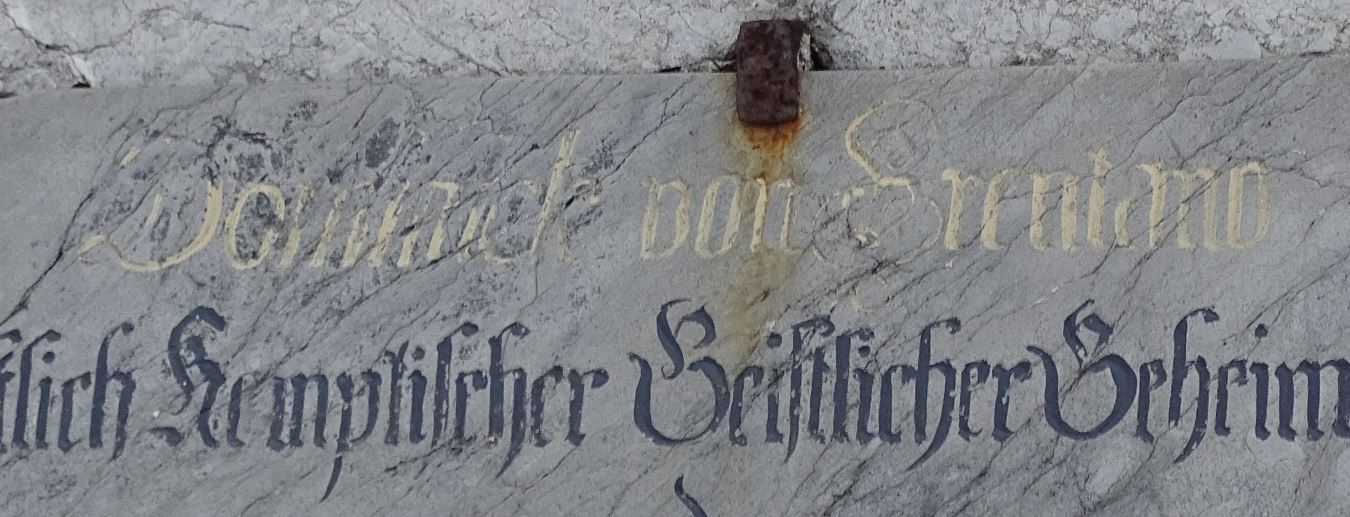
Detailaufnahme